# Hosea Gear
Hosea Emiliano Gear (Gisborne, 16 marzo 1984) è un rugbista a 15 neozelandese, tre quarti ala del Narbonne e campione del mondo nel 2011 con gli All Blacks.

## Biografia
Hosea Gear, fratello minore dell'altro all black Rico è un tre quarti ala dotato di grande progressione; si mise in luce nella provincia di Poverty Bay prima di passare nel 2004 a North Harbour e da lì esordire in Super Rugby nella franchise degli Hurricanes.
Nel 2005 a Wellington, nel corso del campionato nazionale provinciale del 2008 fu il miglior realizzatore di mete del torneo (11), e a fine anno esordì negli All Blacks nella gara valida per la Bledisloe Cup contro l'Australia a Hong Kong.
Impiegato in pianta stabile a partire dal 2010, fu presente nel tour neozelandese di fine anno che si concluse con un Grande Slam; l'anno successivo non fu inizialmente compreso nei trenta convocati alla Coppa del Mondo di rugby 2011 che si tenne proprio in Nuova Zelanda, ma l'infortunio di Mils Muliaina in corso di torneo indussero il C.T. degli All Blacks Graham Henry a richiamare Gear, che così si laureò campione del mondo quando la squadra batté la Francia in finale.
Nel 2012 Gear entrò nella franchise degli Highlanders dopo 8 stagioni con gli Hurricanes; la sua permanenza nella squadra di Otago durò due stagioni di Super Rugby, e nel 2013 giunse il trasferimento in Francia al Tolosa.

## Palmarès
- Coppe del mondo: 1
Nuova Zelanda: 2011